# Centrale d'acquisition
 (octobre 2023).
Si vous disposez d'ouvrages ou d'articles de référence ou si vous connaissez des sites web de qualité traitant du thème abordé ici, merci de compléter l'article en donnant les références utiles à sa vérifiabilité et en les liant à la section « Notes et références ».
Une centrale d’acquisition est un instrument capable de relever des tensions, des courants, des résistances, des températures…

## Principe
Les centrales d’acquisition possèdent de nombreuses voies d’entrées, sur lesquelles il est possible de mesurer le courant, la tension, la fréquence d’un signal électrique ; une résistance ; ou une température via des thermocouples ou des RTD.

## Galerie

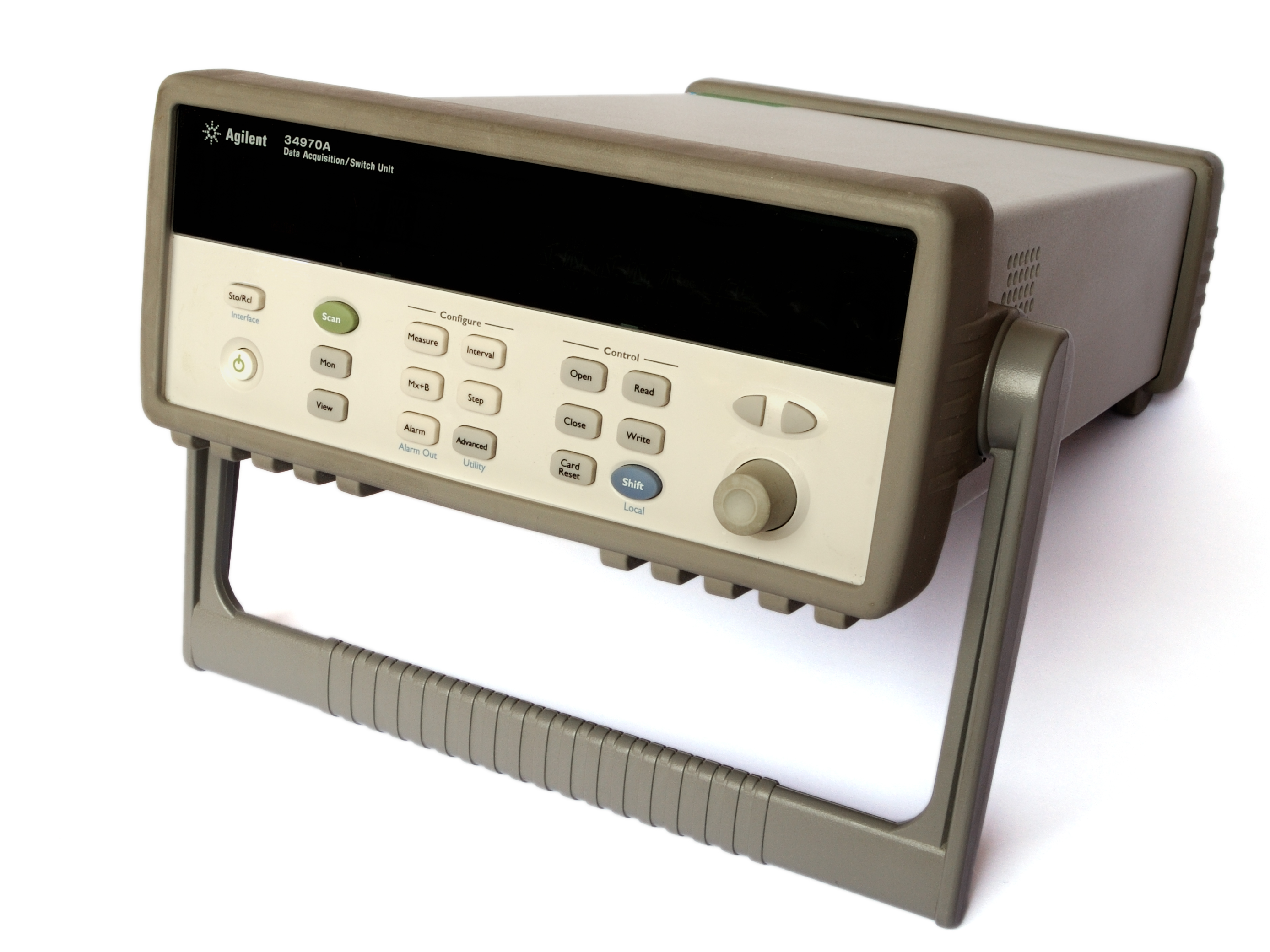
Une centrale d’acquisition Agilent 34970A.
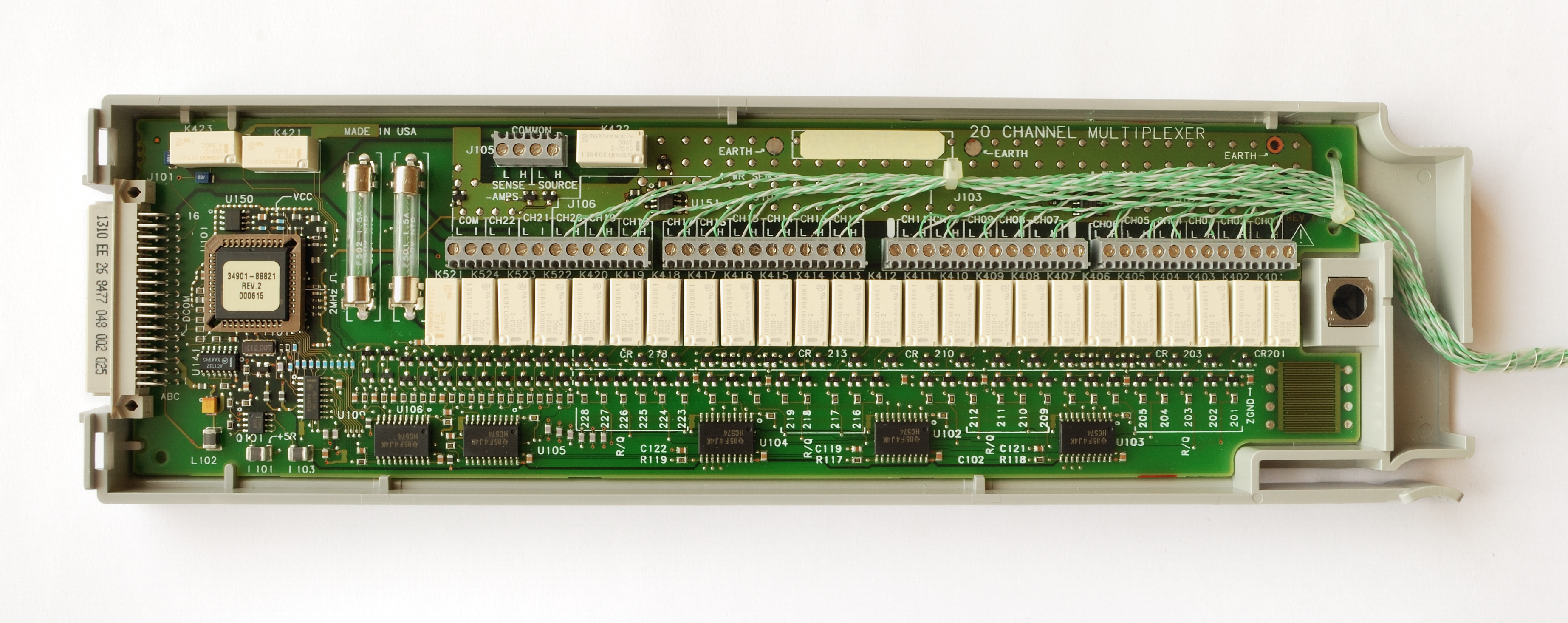
Le multiplexeur associé.